# Tạ Duy Hiển
Tạ Duy Hiển (10 tháng 10 năm 1889 – 3 tháng 10 năm 1967) là một nghệ sĩ xiếc và dạy thú người Việt Nam. Ông được coi là người sáng lập ngành xiếc Việt Nam hiện đại. Ông được truy tặng danh hiệu Nghệ sĩ Nhân dân vào đợt 1 (1984).

## Tiểu sử và sự nghiệp
Tạ Duy Hiển sinh ngày 10 tháng 10 năm 1889 tại phố Cầu Đất, Hà Nội, quê ở làng Quảng Minh, xã Mỹ Hưng, huyện Thanh Oai, nay là tỉnh Hà Tây. Ông sinh ra trong một gia đình tiểu thương. Lúc lớn lên ông được tiếp xúc và học hỏi những nghệ sĩ nước ngoài sang Việt Nam biểu diễn.
Năm 1922, ông tập hợp một số con cháu trong gia đình họ Tạ thành lập Gánh xiếc Việt Nam. Chương trình đầu tiên ra mắt vào ngày 5 tháng 12 năm 1922, tại phố Hàng Da. Đây là gánh xiếc đầu tiên do người Việt Nam đích thân tổ chức (trước đó chỉ có những gánh do người Pháp hợp tác với người Việt Nam), với đầy đủ tiết mục phong phú xiếc thú, nhào lộn, đi xe đạp, đi dây, hề..., mang đậm màu sắc truyền thống Việt Nam. Ngoài việc lãnh đạo và tổ chức, Tạ Duy Hiển còn là một nhà dạy thú tài năng, ông huấn luyện các loài khỉ, chó, gấu, hổ, sư tử, voi, ngựa... Ông còn dàn dựng nhiều tiết mục mang màu sắc dân tộc như phi ngựa đánh đàn tứ, uốn dẻo trên trống cái, voi quắp dìu gõ trống... Nhạc nền là các bản nhạc dân tộc như bình bán, lưu thủy, hành vân...
Sau khi thành lập, gánh xiếc Việt Nam đã gây được tiếng vang lớn, được đi lưu diễn ở nhiều nơi xuyên Việt, ở cả Lào, Campuchia, một số tỉnh Trung Quốc, Thái Lan, Miến Điện, Hồng Kông... Trong chuyến lưu diễn, gánh Xiếc Việt Nam đã thu nhận thêm nhiều diễn viên của gánh Andre Thận. Năm 1933, Tạ Duy Hiển mua lại dàn động vật của gánh Amstrong của Anh (bị tan rã khi sang biểu diễn ở Việt Nam). Gánh xiếc Việt Nam mở rộng cả về quy mô và thanh thế. Năm 1942, sau khi biểu diễn ở hội chợ Sài Gòn, gánh xiếc Việt Nam tan rã.
Sau Cách mạng tháng 8, Tạ Duy Hiển hăng hái đóng góp tiền của cho cách mạng. Sau ngày miền Bắc giải phóng, ông về Hà Đông và tham gia Hội đồng nhân dân của tỉnh, phụ trách khối văn nghệ. Tháng 1 năm 1956, đội xiếc Trung ương thành lập từ những nhóm xiếc Hoa Hồng Đỏ, gánh xiếc Vũ Đài Thủ Đô anh dũng, xiếc Thăng Long. Đồng thời lúc đó, Tạ Duy Hiển cũng tái lập gánh xiếc cũ. Tháng 5 năm 1958, Tạ Duy Hiển đem toàn bộ gánh xiếc của mình gia nhập Đoàn xiếc Trung ương, trở thành Đoàn xiếc Thống Nhất do ông làm trưởng đoàn. Năm 1959, đoàn xiếc Thống Nhất gia nhập quốc doanh, trở thành Đoàn xiếc Nhân dân Trung ương (tiền thân của Liên đoàn Xiếc Việt Nam hiện nay).
Ông mất ngày 3 tháng 10 năm 1967 do bệnh hiểm nghèo, thọ 78 tuổi. Chủ tịch Hồ Chí Minh đã gửi thư chia buồn: "Được biết cụ Tạ Duy Hiển vừa qua đời. Bác rất thương tiếc. Bác thân ái gởi lời chia buồn đến gia quyến cụ Tạ và Đoàn xiếc Nhân dân Trung ương". Năm 1984, Tạ Duy Hiển được truy tặng danh hiệu Nghệ sĩ nhân dân (đợt 1).

## Công lao
Tạ Duy Hiển được coi là người có công mở đầu cho nghệ thuật xiếc Việt Nam hiện đại. Ông đã có đóng góp to lớn cho sự phát triển của ngành xiếc Việt Nam, đồng thời dạy dỗ nhiều nghệ sĩ xiếc. Những con cháu trong gia đình họ Tạ cũng là những nghệ sĩ xiếc có nhiều đóng góp như: Tạ Duy Nhẫn, Tạ Duy Hùng, Tạ Duy Khanh, Tạ Duy Kì, Tạ Bích Ngọc, Tạ Kim Anh, Tạ Minh Nguyệt... Ông đã được đúc tượng đồng, đặt ngay giữa tiền sảnh rạp bạt Liên đoàn xiếc Việt Nam tại Hà Nội.